# Monastero di Santa Chiara (Carpi)
Il Monastero di Santa Chiara delle Monache Clarisse e l'adiacente chiesa rappresentano una struttura religiosa cattolica romana d'epoca Rinascimento.
Il Convento si trova ubicato a Carpi in provincia di Modena in Emilia-Romagna nel pieno centro cittadino del Corso Manfredo Fanti al numero civico 79.

## Storia
Nel 1490 il complesso monastico con campanile fu fondato da Camilla Pio di Savoia, nata da Giberto II Pio e Elisabetta Migliorati, rappresentante di una nobile famiglia di Carpi, e divenuta monaca, spogliandosi di tutti i beni per la costruzione del complesso. Morì in concetto di santità nel 1504 ed è considerata “beata” dalla devozione locale. 
I suoi resti incorrotti posti in un'urna, oltre ad altre reliquie, sono esposti nella Chiesa in una cripta a sinistra, ed a lei dedicata.
Nel XVII secolo divenne badessa Eleonora, la sorella di Cesare d'Este, Duca di Modena.
Nel XVI e nel XVII secolo, il complesso monastico fu soggetto ad ulteriori ampliamenti edilizi ed abbellimenti. 
Nel 1694, la chiesa, così come è visibile nelle forme odierne, fu terminata. 
Nel 1798 il complesso religioso fu soppresso da Napoleone, ma la clausura fu ripristinata ufficialmente nel 1817 dopo la Restaurazione del 1815.
Nel 1845, la chiesa fu ricostruita in stile neoclassico, anche se gli interni mantengono l'impianto architettonico rinascimentale. La facciata ha una pianta semplice con due statue in nicchie. La chiesa contiene opere di B. Rossi e Luigi Asioli, una Natività di Giulio Francia e Giacomo Francia, ed una Madonna di Soriano del 1639 di Giovanni Maria Botalla. 
L'altare maggiore è un'opera in scagliola di Giovanni Massa.
Nel 2000 avvennero le celebrazioni dei 500 anni di fondazione del monastero.
Nel 2012, la struttura monastica fu danneggiata dai grandi terremoti del Nord Italia e riaperta nello stesso anno.
Nel 2019 l’intero complesso claustrale è stato riparato e ad oggi vi abitano una decina di monache.

## Vita religiosa
Ancora oggi si perpetua la vita della comunità delle Monache Clarisse e si celebrano, con particolare attenzione e devozione, le feste di santa Chiara, di santa Rita da Cascia e della Madonna di San Luca.
L’attività fondamentale è comunque quello della Fraternità e della preghiera, un servizio orante per tutta l’umanità nello stile di una vita fraterna clariana. In questo servizio si inserisce anche l’ascolto dei fratelli e delle sorelle che affidano alle monache le loro necessità affinché si uniscano a loro nel presentarle al Signore.
La chiesa è luogo di preghiera diocesana per le vocazioni religiose.

## Madre Badessa
Suor Riccarda Gabrielli.

## Leggende
Si dice che il Monastero delle Clarisse sia stato afflitto nel XVII secolo da un episodio di possessione demoniaca di gruppo.